# Energie-Betriebskrankenkasse
Die Energie-Betriebskrankenkasse (Eigenschreibweise der Kurzbezeichnung: energie-BKK) ist eine bundesweit geöffnete Betriebskrankenkasse mit Hauptverwaltung in Hannover und Träger der gesetzlichen Krankenversicherung in Deutschland. Die Krankenkasse betreibt bundesweit vierzehn Servicecenter, betreut rund 140.000 Versicherte und schloss sich zum 1. Januar 2022 mit der Betriebskrankenkasse RWE zusammen. Die vierzehn Service-Center befinden sich in Hannover, Bergheim, Celle, Dortmund, Düsseldorf, Essen (2×), Gelsenkirchen, Hamburg, Kassel (Pflegekasse), München, Potsdam, Rendsburg & Trier.

## Geschichte
Die BKK hat ihren Ursprung in Unternehmen der Energie- und Telekommunikationswirtschaft. Sie wurde 1996 gegründet, hervorgegangen aus der Fusion der Betriebskrankenkassen der Unternehmen Hastra (Hannover), Paderborner Elektrizitätswerke und Straßenbahn AG (Paderborn), PreussenElektra (Hannover) und Schleswig-Holsteinische Stromversorgungs-Aktiengesellschaft (Rendsburg). 1997 folgte die Fusion mit der BKK VKR (Gelsenkirchen), 1998 mit der BKK der EAM (Kassel) und BKK Elektromark (Hagen), 2000 mit der BKK HEW (Hamburg), 2001 mit der BKK Bayernwerk (München), 2016 mit der E.ON Betriebskrankenkasse (Essen) sowie 2022 mit der Betriebskrankenkasse RWE (Celle).

## Vorstand und Verwaltungsrat
Die Energie-BKK ist eine Körperschaft des öffentlichen Rechts mit Selbstverwaltung und unterliegt der Rechtsaufsicht des Bundesversicherungsamtes. Das ausführende Organ ist der ehrenamtliche Verwaltungsrat. Dieser setzt sich paritätisch aus 15 Versicherten- und 15 Arbeitgebervertretern der Partnerunternehmen zusammen. Wichtige Aufgaben des Verwaltungsrates sind unter anderem die Wahl des hauptamtlichen Vorstands, die Prüfung und Feststellung der Jahresrechnung und des Haushaltsplans sowie die Entlastung des Vorstands.
Geleitet wird die Energie-BKK von Torsten Dette (Vorstand) und Nurcan Dogru (Stellvertreterin des Vorstands).

## Beitragssätze
Seit 1. Januar 2009 werden die Beitragssätze vom Gesetzgeber einheitlich vorgegeben. 2021 betrug der Zusatzbeitrag 1,46 Prozent, seit 2022 beträgt er 1,38 Prozent. Im Jahr 2023 stieg der Zusatzbeitrag auf 1,59 Prozent und blieb auch 2024 bei diesem Prozentsatz. Zum Jahresanfang 2025 wurde der Zusatzbeitrag auf 2,98 Prozent erhöht.